# Solen glimmar blank och trind
Solen glimmar blank och trind eller Fredmans epistel n:o 48, med undertiteln Varuti avmålas Ulla Winblads hemresa från Hessingen i Mälaren en sommarmorgon 1769, är en av Fredmans epistlar, skriven i februari 1772 av Carl Michael Bellman. Till skillnad från den ett och ett halvt år äldre epistel 25, Blåsen nu alla, som också skildrar en båtfärd genom Stockholm, är detta en helt realistisk redogörelse.
Berättaren Fredman fungerar närmast som radioreporter som "avmålar" de scener som utspelas framför hans ögon på resan från Stora Essingen in mot staden en lugn sommarmorgon. De figurer som båten möter är enkla, folkliga, med namn som Olle och Kerstin, och Bellman fångar enkla men pregnanta synintryck, och det hela blir alltså en lantlig idyll. I fjärde strofen börjar även resenärerna på Fredmans båt uppträda och samtala med bönderna från Lovön. I strof 6 uppträder så Ulla Winblad och idyllen rämnar tillfälligt. När Ulla går till sängs med en av resenärerna grips även naturen av lust, och börjar överträda gränserna. Efter ytterligare en rad bilder från färden, bland annat av ett tukthus på Kungsholmen, avslutas det hela med att den sjösjuka Ulla kliver i säng på ett värdshus tillsammans med Movitz.